# Jan Hiebel

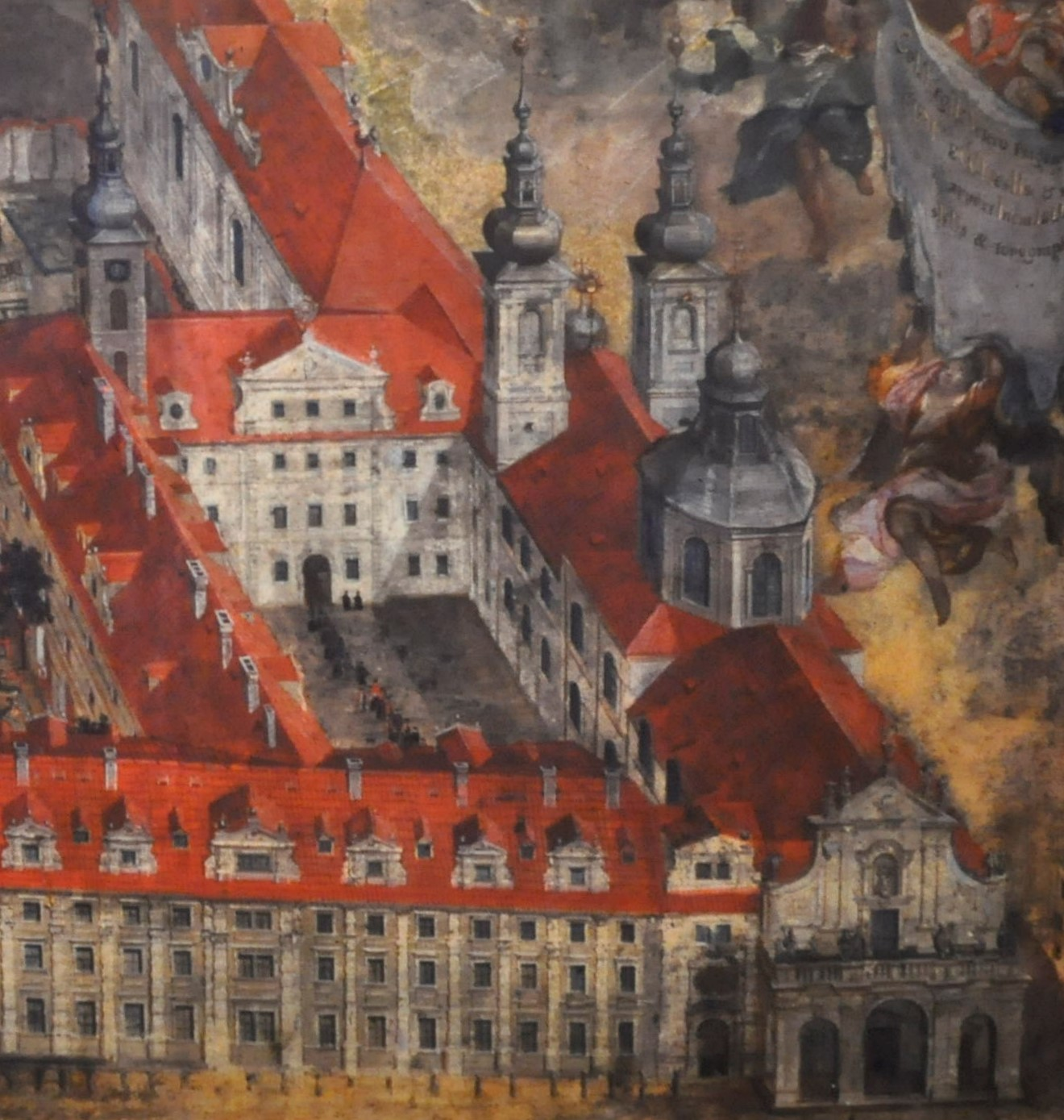
Klementinum, olejomalba (1750)

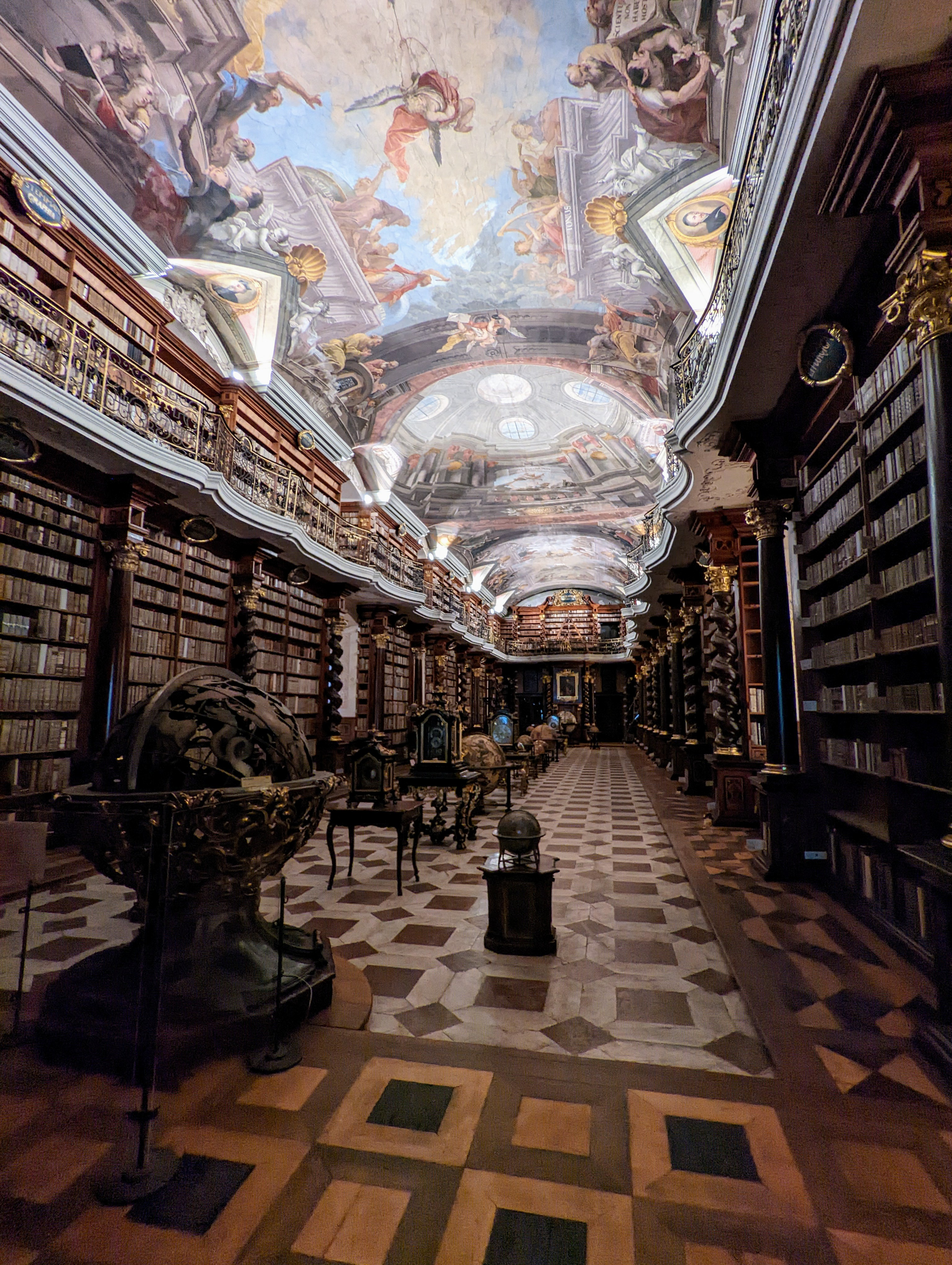
Malba na klenbě a medailony ve cviklech sálu knihovny, Klementinum

Jan Hiebel (1681 Kempten (Allgäu), Bavorsko – 17. června 1755 Praha) byl český malíř-freskař bavorského původu v období vrcholného baroka, návrhář iluzivních architektur, divadelních dekorací a ilustrátor univerzitních tezí.

## Život
Vyučil se malířem nejprve v Bavorsku ve Wangenu u Jana Sichelbeina, a dále pokračoval v Mnichově u Johanna Caspara Singa. Zásadní význam pro jeho kariéru mělo krátké školení u italského malíře architektur Andrey Pozza v roce 1706 ve Vídni.
Jeho fresky dotvářely zejména interiéry (klenby, chodby) kostelů, klášterů a knihoven. 
Mezi jeho nejvýznamnější fresky patří výzdoba pražského Klementina. Jeho práce pro jezuity zasáhla jeho rodinu tak silně, že syn Jan vstoupil do tohoto řádu.
Jako kvadraturista (tj. malíř architektur) rád spolupracoval s figuralisty, zejména s Michalem Václavem Halbaxem a Petrem Brandlem. V závěru života ze zdravotních důvodů již nemohl malovat fresky a věnoval se návrhům na obrazy architektury a grafickým návrhům na univerzitní teze, které často prováděl Antonín Birkhardt. Jeho iluzivní architektonické fresky chrámových prostor, takzvané Theatrum sacrum (Svaté divadlo), dosahují ve středoevropském kontextu vrcholné umělecké kvality, srovnatelné s pracemi jeho učitele Andrey Pozza.
Byl pohřben v Praze v Týnském chrámu.

## Dílo
- Nedochované malby v severním křídle zámku v Zákupech, 1709-1711
- Oslava Nejsvětější Trojice na klenbě závěru v iluzivní architektuře, a v křížení Hiebel poprvé zkonstruoval fiktivní kupoli podle vzoru Andrey Pozza, dále iluzivní oltář Neposkvrněného početí Panny Marie; O Sv. Ignác z Loyoly vymýtá ďábla a  Sv. František Xaverský káže pohanům (obě scény na klenbě transeptu); jezuitský kostel Neposkvrněného početí Panny Marie a svatého Ignáce v Klatovech, začal roku 1716 a práci dokončil následujícího roku.
- Apoteóza sv. Františka Borgii v kapli sv. Františka Borgii 1717 v jezuitském kostele sv. Ignáce na Karlově náměstí, Praha – Nové Město,
- Nejvíce fresek vytvořil pro jezuity v Praze v Klementinu: 
  - Scény ze života svatého Klimenta a sv. Héraklia v kostele sv. Klimenta (1714-1715)
  - Cyklus pěti mariánských scén na klenebních polích a Alegorii čtyř fakult univerzity v kapli Zvěstování Panny Marie, nazývané také Zrcadlová kaple z roku 1723
- malby na klenbě kaple Panny Marie Svídnické 1726 v bývalém jezuitském kostele sv. Stanislava a sv. Václava ve Svídnici[2]
  - Klenbu sálu knihovny Klementina a její cvikly zdobí fresky: kvadratura a figurální scény jsou soustředěny na klenbě o ploše 45 x 14 metrů. Alegorické scény symbolizují sedmero umění a zároveň sedm oborů, vyučovaných na pražské univerzitě: 1. Poznání přirozené (Alegorie Logiky),  2.Poznání zjevené (Alegorie Aritmetiky, s nápisem NUMERUS, první matematik počítá na prstech rukou, druhý počítá mince, chlapec sčítá na tabulce a uprostřed je tabule s magickým čtvercem o devíti číslech (která dávají v sloupcích, řadách i diagonálách vždy součet 15), 3. Alegorie Rétoriky: na lodi s nápisem TROPUSpřednáší rétor třem posluchačům, 4.Apollón obklopený devíti múzami na hoře Parnas (Alegorie Umění), 5. Proměnění Páně na hoře Tábor s Kristem mezi Eliášem a Mojžíšem, s přihlížejícími apoštoly Petrem, Ondřejem a Janem (Alegorie teologie ?), 6. Alegorie Filozofie s nápisem "Ratio" a třemi filozofy, z nichž lze podle lampy identifikovat Diogena. Sklánějí se nad knihou, označenou heslem: SCIENTIA/ NON/ HABET/ HOSTEM/ NISI/ IGNORANTEM (Věda nemá jiného nepřítele než nevědomost). Personifikace Nevědomosti má oslí uši a trhá listy z knihy. 7. Astronomové a geometři v přehledu věd chybějí, jsou namalováni na pilíři. Z jediného místa  u vstupu do knihovny je perspektivně správně viditelná malba iluzivní kupole. Ve cviklech pod klenbou je vloženo 12 malovaných medailonů s portréty významných jezuitů, kteří buď prošli Klementinem (počínaje prvním rektorem koleje Petrem Canisiem a Rodrigem Arriagou, nebo byli jejich vzory jako Edmund Kampián  Práce na freskách začaly v roce 1724, malovaným letopočtem je jejich ukončení datováno do roku 1727.[3]
- Mariánský cyklus fresek na klenbě klášterního kostela Kostel Narození Panny Marie v Doksanech) maloval v roce 1732, stejně tak v kapli sv. Jucundy a v sakristii.

## Olejomalby
- Návrhu fresky pro knihovní sál Klementina je zapůjčen v Národní galerii
- obraz komplexu budov Klementina,  oba obrazy po zrušení řádu jezuitů přešly i se sbírkou jezuitského muzea do Národního muzea v Praze.
- Portrét Jana Floriána Hammerschmida s vedutou Prahy, který roku 1723 převedl Michael Heinrich Rentz do mědirytiny; byl použit jako frontispice Hammerschmidovy knihy Prodromus Gloriae Pragaenae.